# ¿Por qué lo llaman amor cuando quieren decir sexo?
¿Por qué lo llaman amor cuando quieren decir sexo? és una pel·lícula espanyola dirigida per Manuel Gómez Pereira el 1993 Va tenir èxit comercial.

## Argument
Gloria (Verónica Forqué) treballa en un peep show fent actuacions porno i un dia el seu company de treball es posa malalt. Manu (Jorge Sanz) li substitueix. Els dos formaran el duo Fuego Carnal, però Gloria no vol actuar amb Manu, ja que ella per a poder tenir una excel·lent actuació ha de fer-ho amb el seu company de sempre.

## Repartiment
- Verónica Forqué - Gloria
- Jorge Sanz - Manu
- Rosa Maria Sardà - Sole
- Fernando Guillén - Enrique

## Premis
Goyas 1994
| Categoria                    | Persona          | Resultat   |
| ---------------------------- | ---------------- | ---------- |
| Millor actriu de repartiment | Rosa Maria Sardà | Guanyadora |
| Millor música original       | Manolo Tena      | Candidat   |

Festival de Cinema de Comèdia de Peníscola, Verónica Forqué Guanyadora
Fotogrames de Plata, millor actriu de cinema Verónica Forqué